# Castianeira crocata
Castianeira crocata är en spindelart som först beskrevs av Nicholas Marcellus Hentz 1847.  Castianeira crocata ingår i släktet Castianeira och familjen flinkspindlar. Inga underarter finns listade.